# Al-Barikijja
Al-Barikijja (arab. البارقية) – miasto w Syrii, w muhafazie Tartus. W 2004 roku liczyło 3627 mieszkańców.